# Organische architectuur

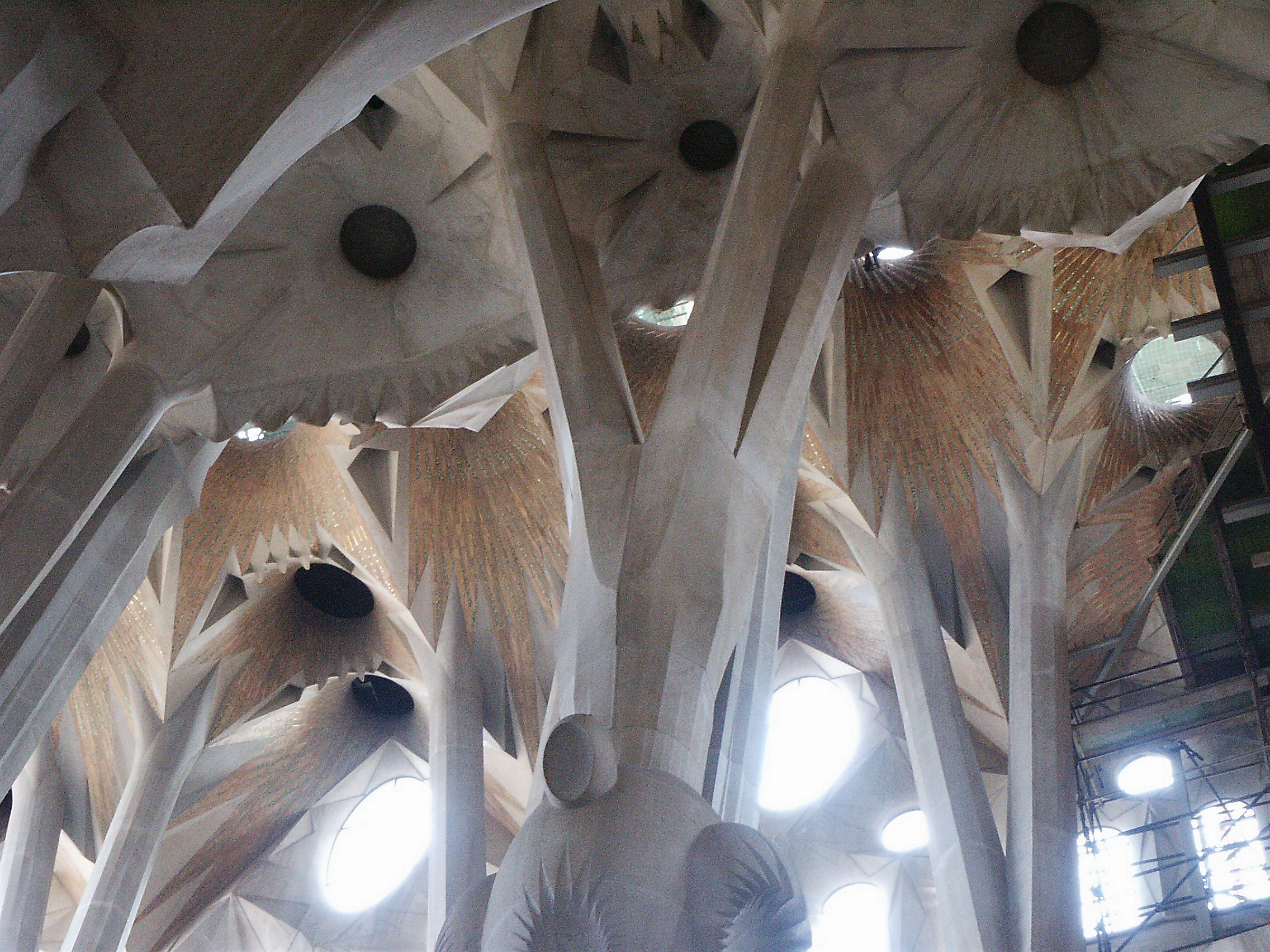
Detail gewelf en zuilen van de Sagrada Família (Antoni Gaudí)

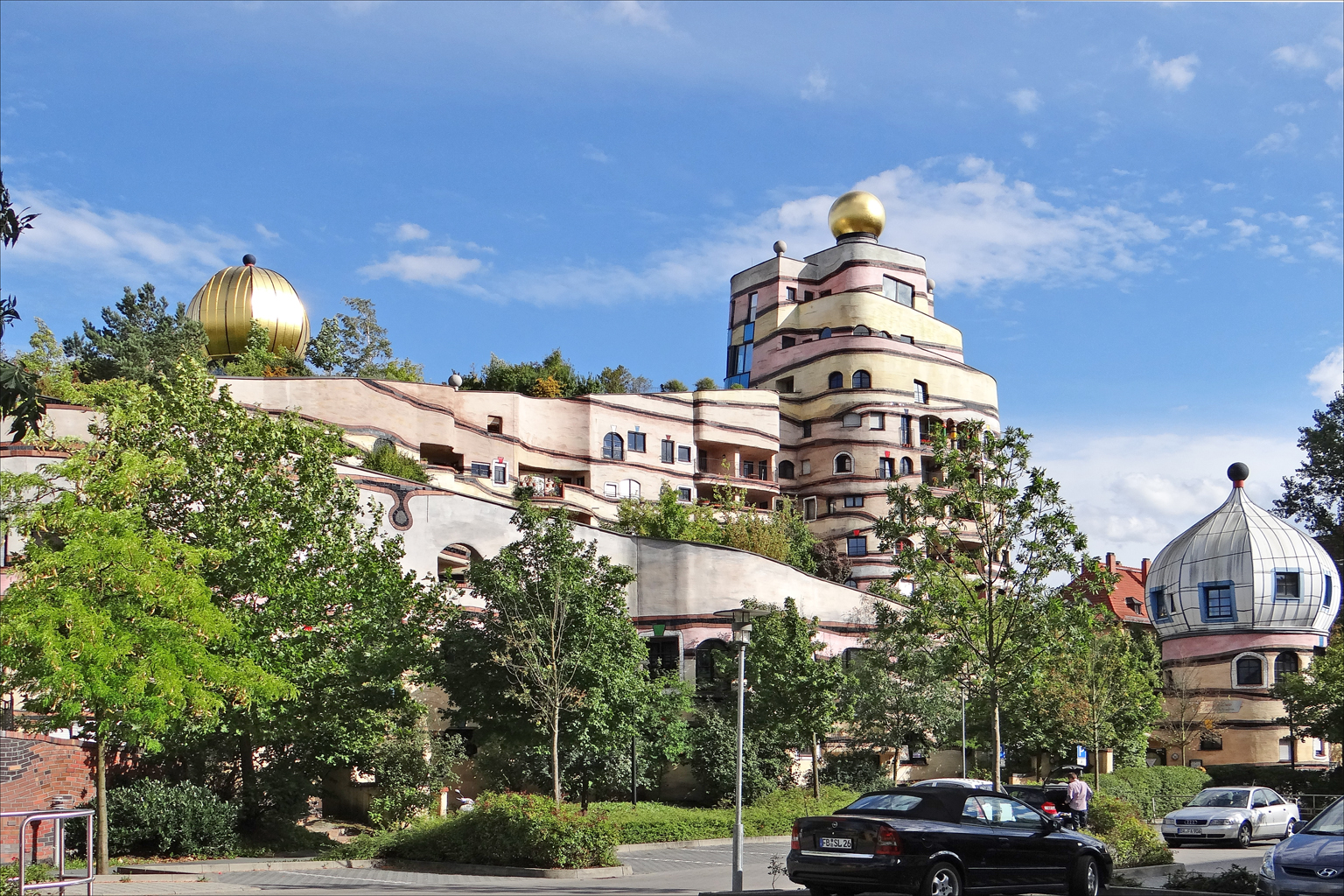
Woongebouw Waldspirale te Darmstadt

Organische architectuur is een stroming in de architectuur die rond 1900 opkwam. De stroming komt voort uit een zoektocht naar een nieuwe 'stijl' die moest passen bij de eigen tijd, zonder dat werd teruggegrepen op stijlkenmerken uit het verleden. Daarnaast probeert de organische architectuur een oplossing te bieden voor de sterke industrialisering en het gebruik van nieuwe materialen. Al sinds de jaren zeventig is er vanuit de organische architectuur veel aandacht voor duurzaamheid en leefbaarheid. Een substroming vormt de Antroposofische architectuur.
Belangrijke grondleggers van de organische architectuur zijn Antoni Gaudí, Friedensreich Hundertwasser, Rudolf Steiner, Frank Lloyd Wright, Imre Makovecz en Louis Sullivan.
Organische architectuur heeft geen gemeenschappelijke uiterlijke kenmerken, omdat het in organische architectuur gaat om een werkwijze en achterliggende principes in plaats van een vooraf bepaald beeld. Organische architectuur werd om die reden bijna nooit als samenhangende stijl beschreven. Een van de uitgangspunten is dat de functie de vorm bepaalt, ook wel het principe 'form follows function' (FFF) geheten. Men spreekt sinds de jaren 2010 ook van 'biofiele architectuur'.
Voorbeelden van organische architectuur:
- Fallingwater in Mill Run (VS)
- De Sagrada Família in Barcelona (Spanje)
- Het Goetheanum in Dornach (Zwitserland)
- Het Gasuniegebouw in Groningen (Nederland)
- Het (voormalig) hoofdkantoor van ING Bank in Amsterdam (Nederland)
- Het Museum De Buitenplaats in Eelde (Nederland)
- De woonwijk Waterakkers-Lunetten in Heemskerk (Nederland)
- Isala Ziekenhuis in Zwolle (Nederland) door Alberts en Van Huut
- De Emmauskerk, aan Merelplein 2, Nieuwegein, ontworpen door A.C. Alberts en A.W. Hamelberg in 1975-1977.[1]